# Porúbka (powiat Bardejów)
Porúbka – wieś i gmina (obec) w powiecie Bardejów, w kraju preszowskim, w północno-wschodniej Słowacji. Leży w dolinie rzeki Topľa. W 2011 roku liczyła 226 mieszkańców.

## Historia
Pierwsza pisemna wzmianka o tej miejscowości pochodzi z roku 1427. Wynika z niej, że wieś istniała już od co najmniej 20 lat.

## Geografia
Centrum wsi położone jest na wysokości około 200 m n.p.m. Powierzchnia terenu katastralnego wsi wynosi 2,965 km².